# LennoNYC
LennoNYC è un film documentario del 2010 diretto da Michael Epstein. 
Il documentario, di produzione statunitense, racconta della vita di John Lennon dopo l'abbandono dei Beatles ed il suo trasferimento a New York. Il film è stato distribuito nelle sale italiane il 30 aprile 2012.